# Nur ein kleines bisschen schwanger
Nur ein kleines bisschen schwanger ist eine deutsche Filmkomödie des Regisseurs Lars Montag aus dem Jahr 2007. In der Hauptrolle verkörpert Stefanie Stappenbeck die Verlagsangestellte Nina Hedler.

## Handlung
Die beruflich engagierte Verlagsangestellte Nina spielt zwar zeitweise mit dem Gedanken, Kinder zu bekommen, stellt jedoch diesen Wunsch zurück, da sie lieber Karriere machen möchte. Seit längerer Zeit schon bittet sie ihren Chef, ihr die Möglichkeit zu geben, ein eigenes Projekt durchzuführen, mit dem sie Kindern den Zugang zur deutschen Sprache erleichtern will. Dies tut sie nicht ganz ohne Hintergedanken, denn schließlich verspricht sie sich von dem Vorhaben einen Erfolg für den Schulbuchverlag und erhofft für sich selbst eine entsprechende Beförderung.
Doch es kommt anders: Nina wird eines Tages die Neuigkeit unterbreitet, dass der Verlag verkauft wurde, ihr Chef das Unternehmen bereits verlassen hat und der neue Inhaber strikte Personalkürzungen beabsichtigt. Sie selbst wird auch von den Stellenkürzungen betroffen sein. Da wird es Nina plötzlich ganz flau im Magen. Sie kombiniert blitzschnell, dass sie die vergangene Nacht mit einem Mann verbracht hat, den sie bis vorgestern noch nicht kannte. Was, wenn die plötzlich einsetzende Übelkeit vielleicht mit einer Schwangerschaft zu tun hat? Das wäre ja eine Möglichkeit, und der Umstand, dass sie schwanger ist, würde Nina natürlich vor einer Kündigung schützen.
Am Ende bringt Nina diese „Notlüge“ jedoch in arge Bedrängnis, denn sie muss erkennen, dass ausgerechnet der Mann, mit dem sie die Nacht verbracht hat, ihr neuer Chef im Verlagshaus ist.

## Ausstrahlung
Nur ein kleines bisschen schwanger wurde am 3. April 2007 erstmals auf Sat.1 ausgestrahlt. Den Film sahen insgesamt 2,22 Millionen Zuschauer bei 7,0 Prozent Marktanteil. In der werberelevanten Zielgruppe wurde ein Marktanteil von 9,3 Prozent erreicht.
In Frankreich erschien die Produktion unter dem Titel Enceinte ou presque!.

## Produktion
Dirk Eggers produzierte den Film für die UFA im Auftrag von Sat.1. Gedreht wurde in Berlin.

## Kritiken
Rainer Tittelbach vertritt die Ansicht, dass „...[der Film] Laune [macht] und [...] den Zuschauer vergessen [lässt], dass es etwas wie gesunden Menschenverstand gibt“. Der Filmkritiker zieht das Fazit: „Romantisches Mitfiebern“.
TV Spielfilm urteilt weniger euphorisch. Mit einem zur Seite gestreckten Daumen urteilt die Programmzeitschrift: „Angelehnt an den französischen Kinohit Ein Mann sieht rosa trieft die selten charmante TV-Mär vor Unwahrscheinlichkeiten“. Das wenig wohlwollende Fazit lautet dort: „Leider auch nur ein kleines bisschen lustig“.